# African Timber
African Timber ist ein 1988 vor Ort in Afrika gedrehter, deutscher Action- und Abenteuerfilm von Peter F. Bringmann. Die Hauptrolle spielt Heiner Lauterbach, Dietmar Schönherr ist in einer Schurkenrolle zu sehen.

## Handlung
Daheim in Deutschland ist der Unternehmensmanager Peter Bechtle Opfer eines Konkurses geworden. So begibt er sich nach Ghana, in den Westen Afrikas, wo man ihm einen Job als Leiter eines recht heruntergekommenen Sägewerks für afrikanische Tropenhölzer aus den Regenwäldern angeboten hat. Bald muss er feststellen, dass viele Dinge hier nicht nur langsamer als in Deutschland, sondern vor allem deutlich komplizierter ablaufen. Auch die Mittel, mit denen hier geschäftlich vorgegangen wird, sind deutlich robuster; Bechtles Vorgänger im Amt ist erst vor kurzem ermordet worden. Man braucht also sehr viel Durchsetzungskraft und ein ruppiges Gemüt.
Seinem neuen Chef, dem undurchsichtigen Sägewerkseigner Brasser, kann Bechtle nicht trauen, wie er rasch feststellen muss, und welche Rolle die einheimische Victoria St. George spielt, bleibt dem deutschen Neuankömmling zunächst ebenfalls rätselhaft. Er und die schwarze Schönheit kommen einander menschlich näher, und Bechtle versucht herauszufinden, welche Rolle sie in Brassers undurchsichtigem Geschäftsgebaren spielt. Lediglich in dem bulligen französischen Kollegen Girolles findet Peter einen Vertrauten, der auf seiner Seite zu stehen scheint. Es geht um die tonnenweise Verschiebung von wertvollen Mahagoni-Edelhölzern als angeblich minderwertiges Baumaterial nach Europa und damit verbundener Korruption im ganz großen Stil. Dabei ist sehr viel Geld im Spiel. Bechtles Boss Brasser spielt hierbei eine Schlüsselrolle. Mit Hilfe der hiesigen Behörden will Bechtle Brassers Schurkereien stoppen.

## Produktionsnotizen
Diese vom Westdeutschen Rundfunk mitproduzierte Film-Fernseh-Coproduktion entstand vom 10. Oktober bis zum 31. Januar 1989 an mehreren Drehorten in Ghana. Die Uraufführung fand am 14. September 1989 statt, die deutsche Filmpremiere erfolgte am 21. August 1991 in der ARD.
Die Tonmischung übernahm Milan Bor.

## Kritik
„Peter F. Bringmann („Theo gegen den Rest der Welt“) hat in tropisch-malerischer Umgebung einen handfesten Abenteuerfilm mit internationaler Besetzung inszeniert. Wenn der Film stellenweise etwas hölzern wirkt, so liegt das nicht am Thema, sondern an Heiner Lauterbach, der sehr deutsch einen Deutschen spielt (…) Alles in allem spannende Unterhaltung.“

„Ein durchgehend langweilender Film, der das aktuelle Thema durch einfallslose Umsetzung verschenkt.“

“Farbenprächtige und nur moderat spannende deutsch/französische Abenteuer-Produktion mit der aktuellen Thematik vom Schmuggel wertvoller Edelhölzer.”